# Гугуртлі
Гугуртлі (Кугуртлі) – газоконденсатне родовище на північному сході Туркменістану, на лівобережжі Амудар’ї. За міжнародною класифікацією відноситься до категорії гігантських.
Поклади вуглеводнів родовища, які майже виключно відносяться до пластового типу, пов’язані із відкладами нижньої крейди (альбський, аптський, баремський/готерівський, готерівський/валанжинський яруси), верхньої юри (титонський ярус), верхньої/середньої юри (оксфордський/келовейський яруси), а також нижньої юри. Глибина залягання покрівлі продуктивних пластів 1267 до 2175 метрів. Як колектори переважно виступають пісковики, а для баремсько-готерівських та оксфорд-келовейських покладів – карбонати. Пористість коливається в межах 12 – 19%.
Початкові видобувні запаси Гугуртлі оцінили у 110 млрд м3 газу та 1,8 млн тон конденсату.
Родовище відкрили у 1965 році та ввели в експлуатацію у 1970-му  із видачею продукції по перемичці завдовжки понад 100 км до системи Середня Азія - Центр. 